# Pelletier (nissaga de músics canadenca)
Pelletier, va ser una nissaga de músics canadencs, molt influent en la cultura de tota mena canadenca.
- Romain-Octave Pelletier I (1843-1927), va ser un organista, pianista, compositor, escriptor de música i educador musical[1]
- Frédéric Pelletier (1870-1944) va ser un director de cor canadenc, educador musical, compositor, crític musical, periodista, funcionari, oficial militar i metge.[2]
- Orphir Pelletier (1825-1854), fou poeta, compositor, advocat i organista.
- Romain Pelletier (1875-1953), organista, director de cor, compositor i educador de música canadenc.[3]
- Romain-Octave Pelletier II (1904-1968), crític musical i periodista radiofònic.[4]